# Pascal Yoadimnadji
Pascal Yoadimnadji, född 11 januari 1950 i södra Tchad, död 23 februari 2007 i Paris, var regeringschef i Tchad under president Idriss Déby från 3 februari 2005 till sin död. Dessförinnan hade han varit jurist, och var en tid jordbruksminister.
Yoadimnadji tillhörde den etniska gruppen Gor från södra Tchad.